# Aeroporto de Anápolis
O Aeroporto Municipal de Anápolis está localizado no estado brasileiro de Goiás. Ficou conhecido por ser o local onde o presidente Juscelino Kubitschek assinou a ordem de construção de Brasília. Apesar de ter uma pista maior do que a do Aeroporto Santos Dumont (muito movimentado e protagonista da ponte aérea RJ-SP), no Rio de Janeiro (que tem 1.323 metros), apenas aeronaves de pequeno porte operam ali. A cabeceira da pista 07 fica a 15 km da cabeceira da pista 06L da Base Aérea de Anápolis (SBAN). A base militar monitora todos os voos do aeroporto civil e da região.
Em julho de 2021, a Infraero apresentou um plano para a ampliação do aeroporto, por considerá-lo "um importante elo de crescimento da região".